# Station Södertälje Zuid
Södertälje Zuid (Zweeds: Södertälje syd) is een kruisingsstation in de gemeente Södertälje dat bestaat uit twee gescheiden perrongroepen, een boven voor langeafstandstreinen en een beneden voor de pendeltåg. Het wordt als een station aan het publiek gepresenteerd, maar heeft twee stationscodes, Söö (Södertälje övre) voor boven en Söu (Södertälje undre) voor beneden.

## Geschiedenis
Södertälje ligt in een heuvelachtig gebied en wordt doorsneden door een druk bevaren breed kanaal. Deze omstandigheden maakte de aanleg van een spoorlijn door de stad een moeilijk karwei, desondanks is Södertälje uitgegroeid tot een van de drukste spoorwegknooppunten in Zweden. 
De ontwerpers besloten om de spoorlijn niet door het stadscentrum te leggen waarop een invloedrijk persoon zou hebben gezegd: "De stad kan naar het spoor toe groeien!". Dit betekende onder andere dat er voor Mariekälla, het gebied ten zuiden van Järnatullen, snel een gedetailleerd plan lag voor met name woningbouw. 
De stations in Södertälje werden tegelijk met de westelijke hoofdlijn in 1860 geopend. Aanvankelijk werd Södertelge öfre (Södertälje hoog) "Södertelge" genoemd, wat voor verwarring zorgde omdat het station op dat moment ver buiten de stad lag, terwijl het station in de stad Södertälge nedre (Södertälje laag) heette. De verwarring werd beëindigd door de toevoeging öfre aan de stationsnaam, waarna het soms als Öfre Telge werd aangeduid. In 1862 was de westelijke hoofdlijn geheel berijdbaar tot Göteborg via Katrineholm. In 1885 werden de namen van de stations opnieuw veranderd, waarbij Södertelge öfre werd omgedoopt in Saltskog en Södertelge nedre in Södertälje centraal. In 1895 werd de spoorlijn door het noorden van Sörmland (Norra Södermanlands Järnväg, NrSlJ) geopend, wat betekende dat Södertälje ook een spoorverbinding had met Eskilstuna. In oktober 1921 werd station Södertälje södra geopend ter vervanging van Saltskog toen de spoorlijn een nieuw dubbelsporig traject door de stad kreeg. Södertelge öfre/Saltskog werd in 1947 gesloopt.
In 1995 werden het voorstadsverkeer en het langeafstandverkeer gescheiden toen de Igelstabrug, die met een hoogte van 37 meter een doorvaart met staande mast toelaat, over het Södertäljekanaal werd geopend. Aan de oostkant van het kanaal sluit deze aan op de Grödingebanan die, ten zuiden van de sporen uit 1860, werd aangelegd voor het langeafstandsverkeer. Aan de westkant van het kanaal sluit de brug aan op het nieuw gebouwde station Södertälje Zuid, dat sindsdien al het langeafstandsverkeer voor Södertälje afhandelt. De oude hoofdlijn kreeg ter hoogte van het nieuwe station ook perrons, die net als de oude hoofdlijn, worden bediend door de pendeltåg (forensentreinen). Tegelijk met de opening van Södertälje Zuid kregen de twee andere treinstations van de stad weer nieuwe namen; "Södertälje södra" werd "Södertälje Hamn" en het centraal station werd "Södertälje centrum". In 1916 werd het station van Igelsta in het district Östertälje ook "Östertälje" genoemd. De vele stations, naamsveranderingen en spoorverleggingen werden beschreven in het artikel "Södertälje en de spoorlijn" in het tijdschrift Klar spår nr 1/2003.

## Knooppunt
Ten westen van het station loopt de Grödingebanan nog ongeveer 3 kilometer naar het zuiden om ten noorden van Järna, de splitsing van de spoorlijnen naar respectievelijk Göteborg (westelijke hoofdlijn) en Malmö (zuidelijke hoofdlijn), weer aan te sluiten op de oude hoofdlijn. Daarnaast is er zowel van de bovenste als de onderste sporen een aansluiting op de Svealandsbanan naar Eskilstuna. Zodoende is Södertälje een spoorwegknooppunt van de Svealandsbanan, van/naar Strängnäs en Eskilstuna, de Västra stambanan (westelijke hoofdlijn), van/naar Göteborg via Katrineholm en Hallsberg, de Södra stambanan (zuidelijke hoofdlijn) van/naar Malmö via Vagnhärad en Nyköping, de nieuwe Västra stambanan (Grödingebanan) en de oude route vanuit Stockholm. De langeafstandstreinen van de   Grödingebanan naar Katrineholm en Nyköping rijden over gemeenschappelijke sporen tot Järna, waar ook de oude hoofdlijn is aangesloten. De verbinding met de Svealandsbanan wordt alleen gebruikt door sommige goederentreinen, maar in 1994 bestond het plan voor sneltreinen via de route Eskilstuna-Södertälje Hamn-Tumba-Älvsjö-Stockholm. 

## Ligging en inrichting
Het station ligt tegen de helling op de westoever van het Södertäljekanaal op 37,6 kilometer ten zuidwesten van Stockholm C.. Het stationsgebouw ligt onder de brug en naast de sporen van de oude hoofdlijn en is met liften en roltrappen verbonden met de perrons. De bovenste sporen liggen op 37 meter boven zeeniveau die van de forensentreinen op 14 meter. Het station heeft een IATA-code, namelijk XEZ, zodat kaartjes geboekt kunnen worden via het luchtvaart  boekingssysteem, bijvoorbeeld in samenhang met vluchten naar Arlanda. Het station is, ondanks de enigszins perifere ligging, het hoofdstation van de stad voor langeafstandstreinen, d.w.z. de facto centraal station. Södertälje zuid ligt naast de snelweg E4/E20 en is vanaf de afslag in Pershagen (afrit 142, knooppunt Södertälje syd) bereikbaar.

## Reizigersverkeer

### Boven
Het bovenste deel, formeel Södertälje syd övre, ligt op het westelijke deel van de Igelstabrug en kent twee eilandperrons en vier sporen. Treinen van Mälartåg, SJ AB, MTR Express en Snälltåget stoppen op het station.
De vele spoorwegen die door Södertälje lopen, alsmede de ligging in de buurt van Stockholm, betekenen dat de reizigers zonder overstappen naar de drie grote steden van Zweden Stockholm, Göteborg en Malmö, alsmede Oslo en Kopenhagen kunnen reizen.

### Beneden
Het onderste deel, formeel Södertälje syd under, is een station van het voorstadsnetwerk van Stockholm op 3,2 km van Södertälje centrum en 23 m lager dan de perrons van de langeafstandsdiensten. Het station heeft twee sporen en twee zijperrons met ingang vanaf de zuidkant van de perrons, die via een verbindingsgang is verbonden met de stationshal. Het station wordt bediend door de pendeldienst tussen Gnesta en Södertälje. Het aantal reizigers op een gemiddelde doordeweekse dag in de winter wordt geschat op ongeveer 200 (2015).

### Busstation
Verschillende stadsbussen verbinden het station met de industriegebieden van Scania in de buitenhaven, Pershagen en het centrum van Södertälje.
Streekbussen (Sörmlandstrafiken) onderhouden diensten naar Trosa en Vagnhärad. Langeafstandsbussen (bijvoorbeeld Flixbus) naar veel Zweedse resorts stoppen bij het busstation van Södertälje syd. Dat geldt ook voor luchthavenbussen naar Stockholm Skavsta Airport in Nyköping. 

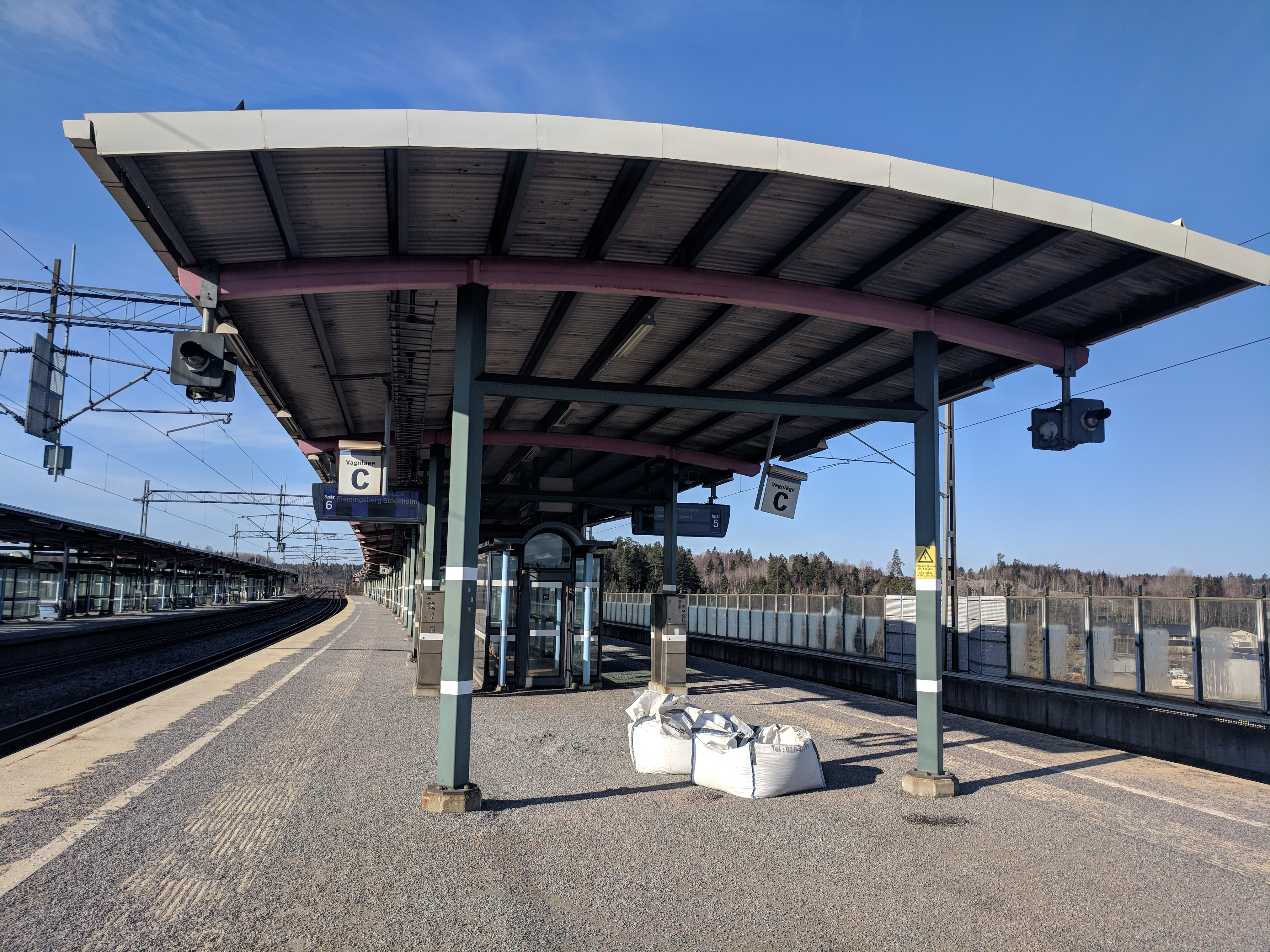
De bovenste perrons.
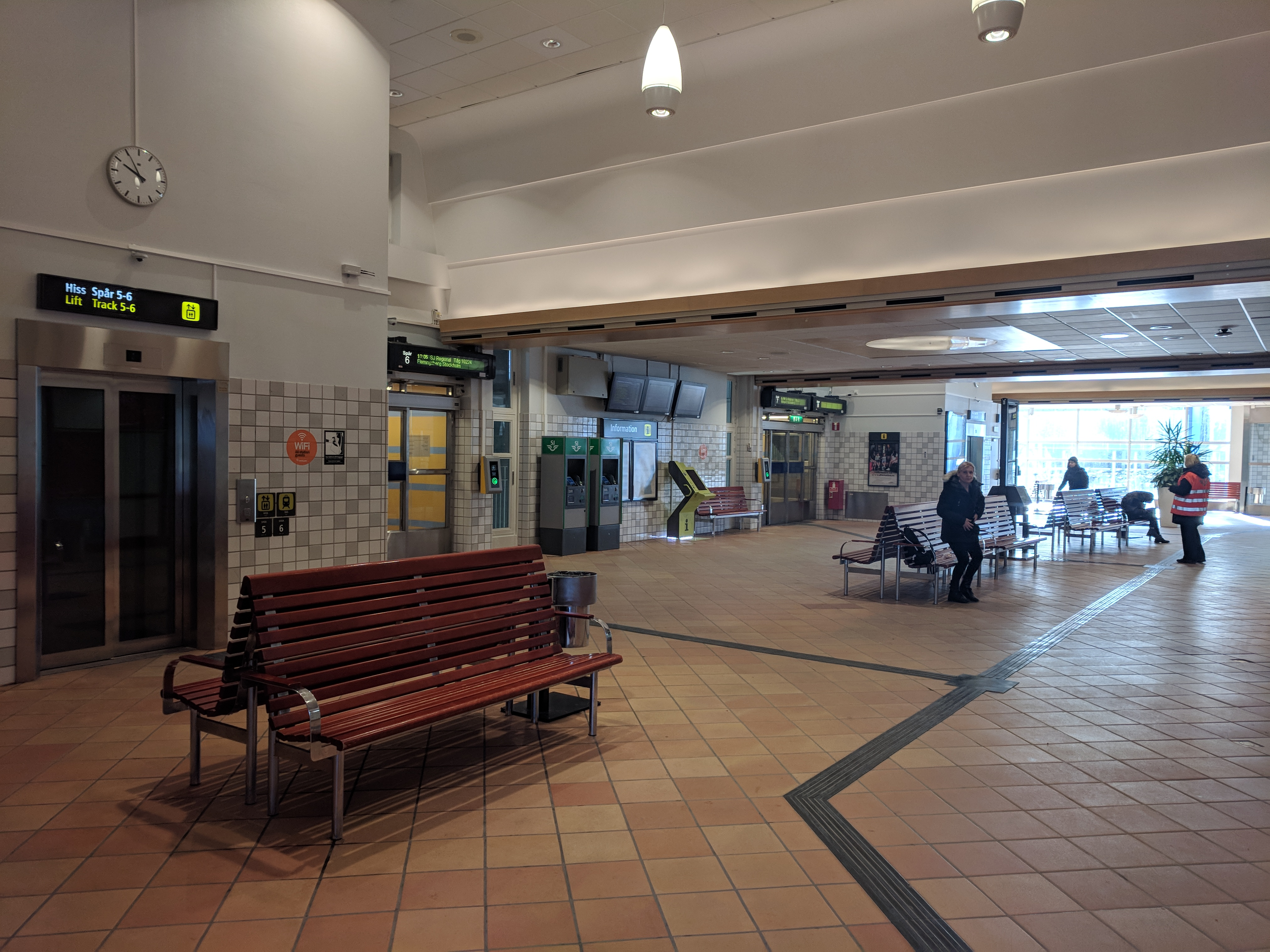
De wachtkamer.
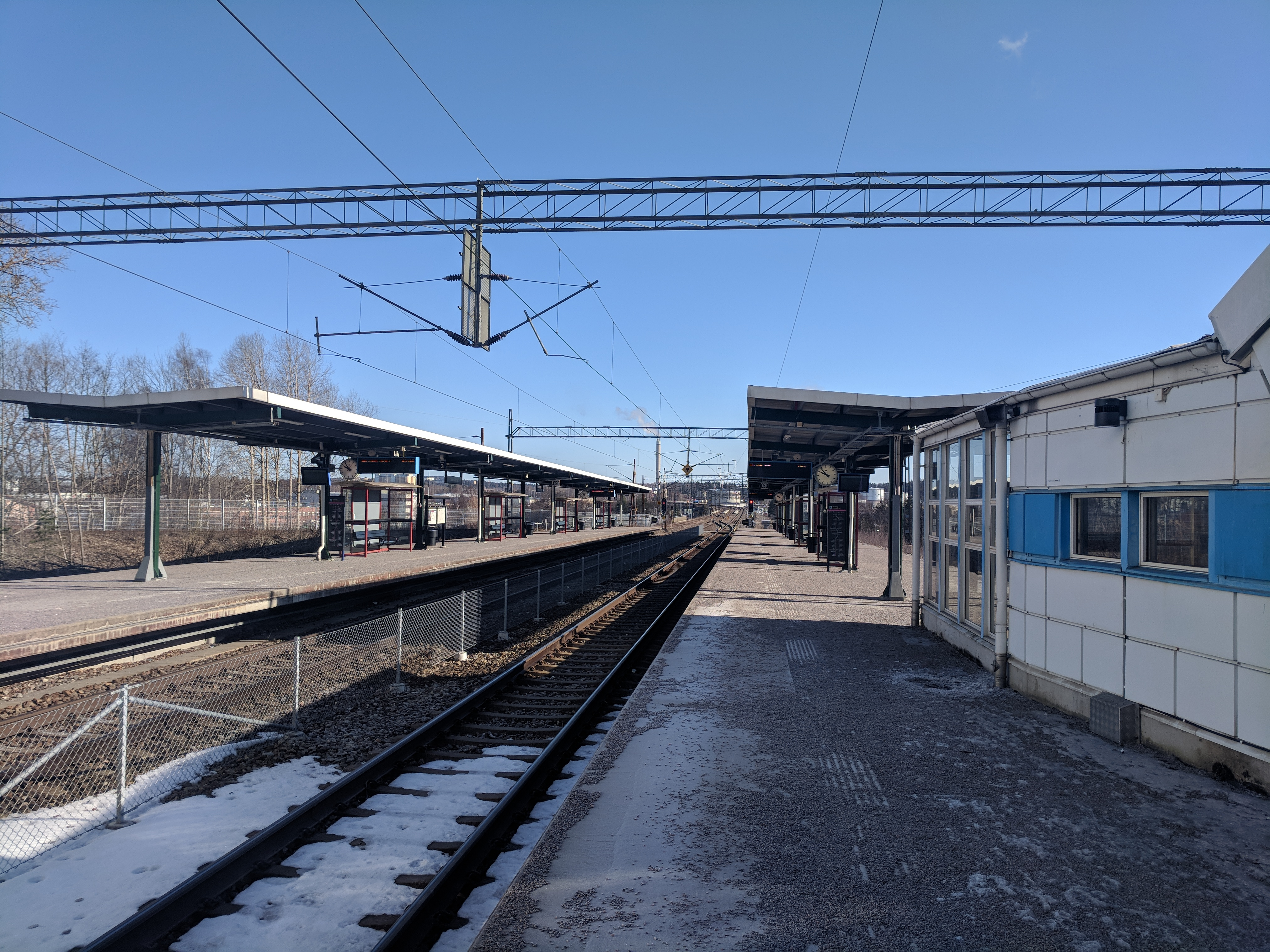
De onderste perrons.